# Arguin
Arguin (arabisch آركين, DMG Ārkīn, portugiesisch Arguim) ist eine Insel vor der Küste Mauretaniens. Sie liegt südlich von Nouadhibou und ist Bestandteil der Arguin-Sandbank.
In einer vielfältigen Küstenlandschaft mit Sanddünen, Watten, seichten Stellen, kleinen Inseln und benachbarter Wüste befindet sich ein ideales Überwinterungsgebiet für Zugvögel. Das fischreiche Gebiet mit Meeresschildkröten und Delfinen gehört zum Nationalpark Banc d’Arguin.

## Geographische Lage
Die Insel Arguin liegt tief in der Meeresbucht Golfe d’Arguin hinter deren Sandbänken und nahe der mauretanischen Küste. Sie ist etwa 1600 Meter vom Festland entfernt, hat eine annähernd länglich-ovale Form und misst in Nord-Süd-Richtung 5900 Meter bei einer Breite von bis zu 2800 Meter mit einer Fläche von 14,4 km². Im Nordwesten sind ihr, durch einen 600 Meter breiten Kanal, zwei kleinere Inseln vorgelagert, zuvorderst die Île de l’Ardent und dahinter die Île Marguerite. Dies drei Inseln liegen in der kleinen, nach Süden offenen Baie d’Arguin. Diese kleine Bucht ist durch die Halbinsel von Cap d’ Arguin von dem großen Golfe d'Arguin geschieden. Wie sich an der Häufung der Namenspatenschaften erkennen lässt, war die Insel für den ganzen Küstenabschnitt von zentraler Bedeutung, obwohl die Navigation durch die der Insel vorgelagerten 60 Seemeilen (100 Kilometer) an Sandbänken bei schwierigen Wind- und Strömungsverhältnissen tückisch war.

## Geschichte

### Portugiesische Entdeckung
Die Gewässer der Arguin-Bucht wurden im Jahre 1441 erstmals von Europäern, dem portugiesischen Seefahrer und Entdecker Nuno Tristão im Auftrag Heinrich des Seefahrers befahren.
1443 wurde die bei Kap Blanc gelegene Insel durch die Portugiesen Nuno Tristão oder Gonçalo de Sintra entdeckt. Arabische Händler betrieben hier einen Sklavenmarkt, handelten aber auch mit Goldstaub, Elfenbein und anderen Waren. Álvaro Fernandes, der Neffe von João Gonçalves Zarco, erkundete 1445 die Insel von Madeira aus genauer und ließ die ersten Holzpalisaden errichten. Damit entstand auf der Insel der erste feste Handelsstützpunkt, den die Portugiesen an den dortigen Küsten anlegten. Von hier aus entwickelten sie ihren Afrikahandel, bei dem sie bis tief in die Sahara eindrangen. Die Portugiesen boten für Sklaven und Goldstaub hauptsächlich Stoffe, Pferde und Weizen. Zwischen 1455 und 1461 wurde unter dem aus Évora stammenden Soeiro Mendes, dem späteren Gouverneur von Arguin, ein steinernes Fort errichtet. Am 5. Februar 1633 eroberten die Holländer das portugiesische Fort.

### Brandenburgische Kolonie

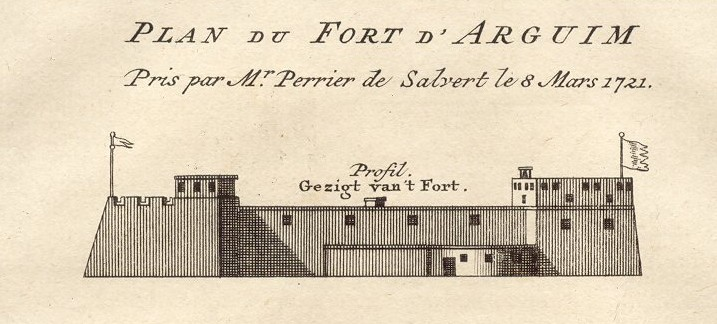
Arguins Festung (1721)

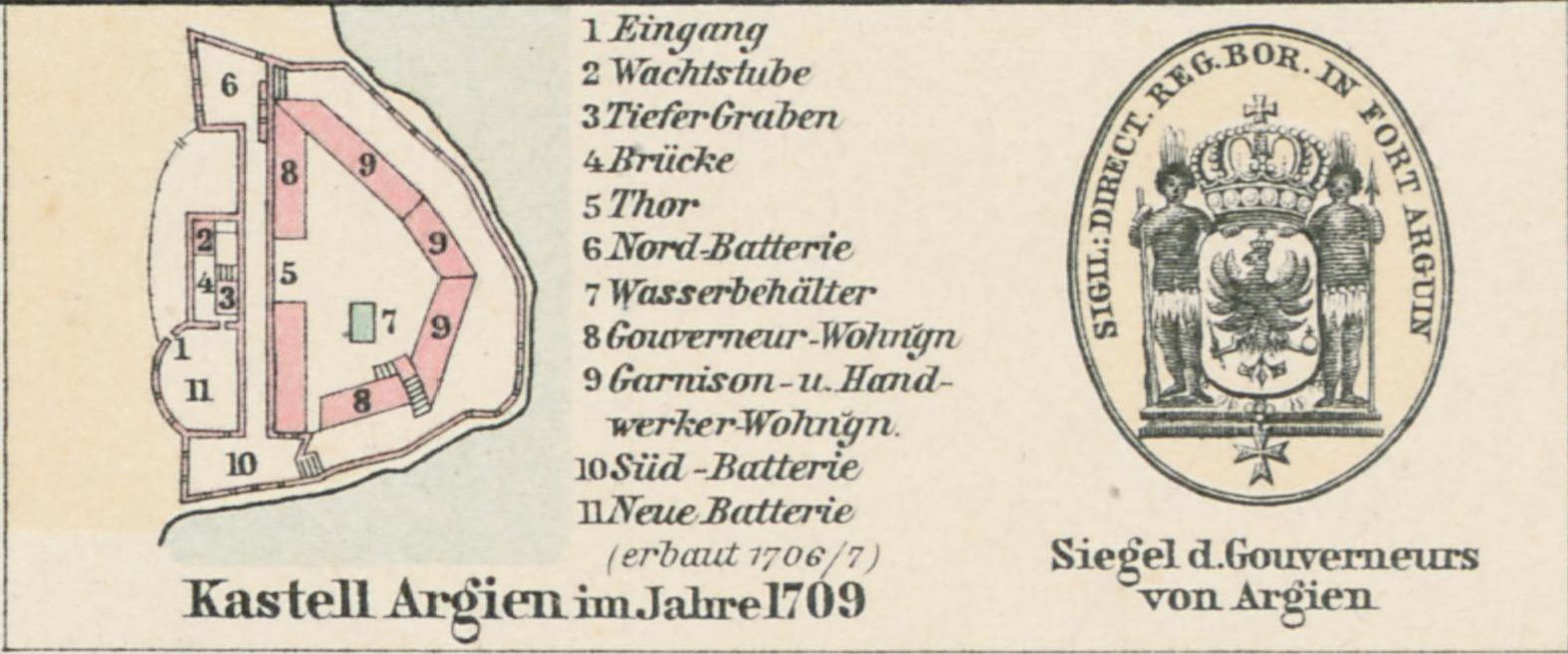
Plan des Forts Arguin und Siegel des Gouverneurs des Forts.

Am 5. Oktober 1685 gelang dem Kapitän der kurbrandenburgischen Fregatte „Rother Löwe“, Cornelius Reers, die handstreichartige Besetzung der bis dahin heftig umkämpften Insel Arguin. Reers, der sich niederländischer und französischer Angriffe erwehren musste, richtete das alte portugiesische Kastell auf der Insel wieder her. Es gelang ihm, mit dem einheimischen König von Argien einen Vertrag abzuschließen, in dem dieser Brandenburg als Schutzmacht akzeptierte. Dieser Vertrag wurde 1687 ratifiziert und 1698 noch einmal erneuert. Der Handel in der Kolonie, die auch den gegenüberliegenden Küstenstreifen südöstlich von Kap Blanc umfasste, entwickelte sich günstig. Die Insel war zeitweise ein zentraler Umschlagplatz im internationalen Gummihandel. Allerdings war die Kolonie ständigen Angriffen der Niederländer, Franzosen und Engländer ausgesetzt.
Mit dem Ende der brandenburgisch-preußischen Kolonialambitionen kam auch das Ende für die Kolonie Arguin als preußischer Besitz. Die Franzosen kamen einem niederländischen Angriff zuvor und griffen das Kastell Arguin an. Dessen Besatzung unter Kapitän Jan Wynen Bastiaens konnte dem Angriff nicht standhalten, gab das Kastell am 9. März 1721 auf und zog sich kämpfend auf das Festland zurück. Damit war die Kolonie Arguin für Brandenburg/Preußen verloren.

### Wechselnde Herrschaften
Die Franzosen konnten Arguin lediglich etwa ein Jahr halten, dann kam die Insel zunächst an die Niederlande. Ab 1724 waren wieder die Franzosen die Herren der Insel, aber auch diesmal währte ihr Besitz nicht lange – ab 1728 waren dann mauretanische Clanchefs die wahren Herrscher. Erst im frühen 20. Jahrhundert wurde Arguin Teil der französischen Kolonie Mauretanien (als Teil von Französisch-Westafrika) und mit ihr 1960 selbstständig.